# 幸内純一
幸内 純一（こううち じゅんいち、1886年〈明治19年〉9月15日 - 1970年〈昭和45年〉10月6日）は、大正から昭和初期に活躍した漫画家、アニメーション演出家である。

## 略歴
1886年（明治19年）9月15日、岡山県生まれ。その後、家族で東京へ移る。父の幸内久太郎は、仏教徒から社会主義者へ趣旨変え。少年の頃は画家になりたがっていたが、画家は生涯貧乏だと知り断念。その後の学友から、画家への夢に再度火を付けられたことで20歳頃に上京し、水彩画を学ぶため1905年（明治38年）の正月より三宅克己の門下に入る。1906年（明治39年）1月からは太平洋洋画会研究所で2年ほど修行する。1908年（明治41年）4月から、三宅の紹介で日本初の職業漫画家である北澤楽天の門下生として、東京パックで政治漫画を描く。
1912年（大正元年）、大杉栄と荒畑寒村が共同発行した思想文芸誌『近代思想』の巻頭挿絵を描く。北澤は同年5月に東京パックを離れ、幸内は同年12月に東京毎夕新聞社に入社して1917年（大正6年）2月まで新聞第一面の政治を風刺した漫画を担当する。同時期にアナキズム運動の機関誌において巻頭挿絵を描いたり、少女画報に絵物語を寄せたりもしている。1916年（大正5年）には、北澤の弟子同士であり東京漫画会の会員同士でもある下川凹天が手掛けた『ポンチ肖像』の巻頭文章も執筆した。
漫画家として人気が出てきた1917年（大正6年）、日本最初のアニメーション映画の製作を目指していた小林喜三郎にスカウトされ、2月から映画製作会社の小林商会に入社し、小林よりアニメの製作を依頼される。父親が機械屋だった幸内は自身もメカニックに強く、撮影機の小さい故障などは自分で修理していた。同年6月30日、前川千帆と共作して苦労の末に完成させた作品の第1作『なまくら刀』が『塙凹内名刀之巻』という題名で劇場公開される。日本最初のアニメーション映画、下川凹天の『凸坊新畫帖 芋助猪狩の巻』に遅れる事5ヶ月である。この作品は当時の映画雑誌『活動之世界』にて映画評が掲載されるが、これは文献に載るアニメ評の最古のものといわれている。
しかし、同年に小林商会が経営難で映画製作を中止し破産したため、1918年（大正7年）2月に東京毎日新聞に入社し、漫画家に戻る。毎日新聞では政治漫画を描く。3度目の復刊を果たした東京パックでも仕事をした。杉本五郎によれば、この時期の幸内は完全に漫画家一本でやっていたわけではなく、アニメーション映像の制作にも従事していたとのこと。1922年（大正11年）、幸内は石田龍蔵と共に風刺漫画や時事批評をまとめた『からでっぽう』を出版し、民主主義を当時の日本で初めて紹介したジャーナリストの茅原華山は「漫画は今や人間生活の一大要素である」と、前書きを寄せた。
映画業界との繋がりを持ち続けていた幸内は、1923年（大正12年）末に内務大臣兼帝都復興院総裁だった後藤新平から、自身の著作のためのアニメーション宣伝映画を作ってくれないかと打診され、同年「スミカズ映画創作社」を設立し、幸内の私邸をアニメ制作スタジオにしてアニメ製作を開始。東京市長でもあった後藤の生涯と業績をアニメ化したPR映画『人気の焦点に立てる後藤新平』は、1924年（大正13年）2月に虎ノ門にある復興會館において政治家たちが集会する演説会場のみで上映された。以降、幸内は主に政党のPRアニメを製作。1927年（昭和2年）に漫画家に戻ったが、1930年（昭和5年）にアニメの製作を再開。トーキーアニメの『ちょん切れ蛇』を製作したが、この作品を最後にアニメ制作を辞める。スミカズ映画創作社での弟子は、日本アニメで功績を残した大藤信郎をはじめ、加藤禎三や西倉喜代治がいる。1932年（昭和7年）、読売新聞社に入社し風刺漫画を描く。後に『時事新報』絵画部長となる。
1970年（昭和45年）10月6日に亡くなる。享年84歳。2007年（平成19年）7月に大阪の骨董市で映像文化史家の松本夏樹が映写機と紙製の箱に入ったフィルムを購入した際、『塙凹内名刀之巻（なまくら刀）』と北山清太郎の『浦島太郎』のフィルムが発見された。デジタル技術で修復され、東京国立近代美術館フィルムセンターで2008年（平成20年）4月24日から開催された「発掘された映画たち2008」で上映された。その後、国立映画アーカイブで常設展示されている。

## 主な作品
- 塙凹内名刀之巻[注釈 9] - 1917年（大正6年）6月30日
- 茶目坊空気銃の巻[注釈 10] - 1917年（大正6年）8月11日
- 塙凹内かっぱまつり - 1917年（大正6年）
- 兵六武者修行 - 1920年（大正9年[15][16][注釈 11][注釈 12][注釈 13]）
- 人気の焦点に立てる後藤新平 - 1924年（大正13年）2月[注釈 14]
- 宝珠のささやき - 1924年（大正13年）[注釈 15]
- 国家を救へ - 1925年（大正14年）9月[注釈 14]
- 醒めよ有権者 - 1925年（大正14年）9月[注釈 14]
- 予算政治 - 1925年（大正14年）9月[注釈 14]
- 市政刷新 - 1925年（大正14年）10月[注釈 14]
- 映画演説 政治の倫理化 後藤新平 -1926年（大正15年）1月[注釈 14]
- 協同の力 - 1927年（昭和2年）9月[注釈 14]
- 普選漫史 特別議会 - 1928年（昭和3年）10月[注釈 14]
- 普選漫史 協定案の巻 - 1929年（昭和4年）5月[注釈 14]
- ちょん切れ蛇 - 1930年（昭和5年）12月22日